# Кубок Чорногорії з футболу 2013—2014
Кубок Чорногорії з футболу 2013–2014 — 8-й розіграш кубкового футбольного турніру в Чорногорії. Титул вперше здобув Ловчен.

## Календар
| Раунд        | Дата                      | Матчі | Клуби   |
| ------------ | ------------------------- | ----- | ------- |
| Перший раунд | 17-18 вересня 2013        | 14    | 30 → 16 |
| 1/8 фіналу   | 2/23 жовтня 2013          | 16    | 16 → 8  |
| 1/4 фіналу   | 6 листопада/4 грудня 2013 | 8     | 8 → 4   |
| 1/2 фіналу   | 9/30 квітня 2014          | 4     | 4 → 2   |
| Фінал        | 21 травня 2014            | 1     | 2 → 1   |

## Перший раунд
| Команда 1           | Рахунок         | Команда 2           |
| ------------------- | --------------- | ------------------- |
| 17 вересня 2013     |                 |                     |
| Петровац            | 2:0             | Братство (2)        |
| Цетинє (2)          | 0:2             | Ґрбаль              |
| Текстілац (3)       | 0:2             | Младост (Подгориця) |
| Слога (Бар) (3)     | 0:1             | Црвена Стієна (3)   |
| 17 вересня 2013     |                 |                     |
| Єзеро (2)           | 2:1             | Сутьєска            |
| Хайдук (3)          | 0:7             | Рудар               |
| Брсково (3)         | 0:3             | Морнар              |
| Ловчен              | 1:0             | Зора (2)            |
| Беране (2)          | 3:3 дч пен. 2:4 | Зета                |
| Арсенал (Тиват) (2) | 0:4             | Могрен              |
| Ком (2)             | 1:1 дч пен. 1:4 | Дечич               |
| Рібніца (3)         | 3:1             | Іґало (2)           |
| Бокель (2)          | 3:0             | Ібар (2)            |
| Єдинство (2)        | 1:1 дч пен. 2:4 | Заб'єло (2)         |

## 1/8 фіналу
| Команда 1         | Заг.         | Команда 2           | 1-й матч | 2-й матч |
| ----------------- | ------------ | ------------------- | -------- | -------- |
| 2/23 жовтня 2013  |              |                     |          |          |
| Будучност         | -:+*         | Дечич               | -:+      | -:-      |
| Бокель (2)        | 0:4          | Могрен              | 0:0      | 0:4      |
| Црвена Стієна (3) | 2:9          | Ловчен              | 2:1      | 0:8      |
| Рібніца (3)       | 2:6          | Ґрбаль              | 1:3      | 1:3      |
| Зета              | 3:2          | Єзеро (2)           | 2:0      | 1:2      |
| Морнар            | 2:5          | Младост (Подгориця) | 2:1      | 0:4      |
| Рудар             | 0:0 пен. 3:4 | Челік               | 0:0      | 0:0 дч   |
| Заб'єло (2)       | 2:3          | Петровац            | 1:2      | 1:1      |

* - команда Будучност була знята з турніру, бо у її складі у першому матчі на поле вийшов незаявлений гравець.

## 1/4 фіналу
| Команда 1                 | Заг.         | Команда 2 | 1-й матч | 2-й матч |
| ------------------------- | ------------ | --------- | -------- | -------- |
| 6 листопада/4 грудня 2013 |              |           |          |          |
| Младост (Подгориця)       | 2:2 пен. 4:2 | Челік     | 1:1      | 1:1 дч   |
| Могрен                    | 5:5 пен. 4:2 | Ґрбаль    | 2:3      | 3:2 дч   |
| Петровац                  | 2:1          | Дечич     | 2:0      | 0:1      |
| Ловчен                    | 2:2 (ч)      | Зета      | 1:0      | 1:2      |

## Півфінали
| Команда 1           | Заг. | Команда 2 | 1-й матч | 2-й матч |
| ------------------- | ---- | --------- | -------- | -------- |
| 9/30 квітня 2014    |      |           |          |          |
| Петровац            | 0:3  | Ловчен    | 0:0      | 0:3      |
| Младост (Подгориця) | 2:0  | Могрен    | 2:0      | 0:0      |

## Фінал
| 21 травня 2014 21:30 (EEST) |

| Ловчен      | 1:0      | Младост (Подгориця) |
| ----------- | -------- | ------------------- |
| Божович 48' | Протокол |                     |

| Міський стадіон Подгориці, Подгориця Глядачів: 4 500 Арбітр: Павле Радованович |